# قارچ چتری زرد
قارچ چتری زرد (نام علمی: Leucocoprinus birnbaumii) نام یک گونه از تیره غاریقونیان است. بخش میوه‌ای آن سمی است.